# Xã Leepertown, Quận Bureau, Illinois
Xã Leepertown (tiếng Anh: Leepertown Township) là một xã thuộc quận Bureau, tiểu bang Illinois, Hoa Kỳ. Năm 2010, dân số của xã này là 364 người.